# 筑波技術大学

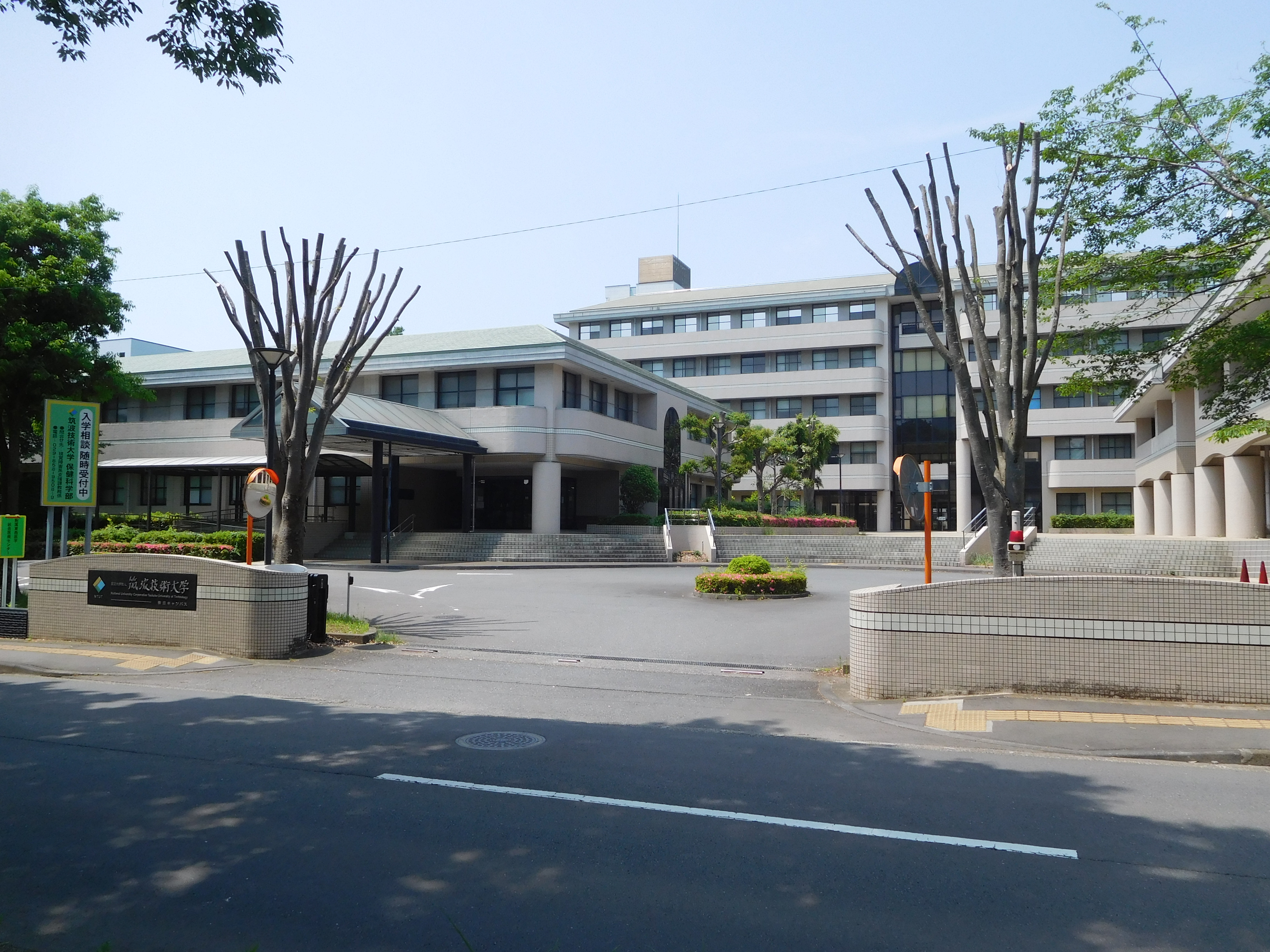
春日キャンパス

筑波技術大学（つくばぎじゅつだいがく、英語: National University Corporation Tsukuba University of Technology, NTUT）は、茨城県つくば市天久保四丁目3番地15に本部を置く日本の国立大学。大学の略称は技大、筑波技大。
聴覚・視覚に障害を持つことを日本で初めて入学条件とした大学（国立大学では唯一）である。大学院の情報アクセシビリティ専攻を除き、健常者は受験・入学できない。
筑波技術短期大学を2005年（平成17年）10月1日付で4年制大学に改組し、翌2006年（平成18年）4月1日から筑波技術大学としての学生受け入れを開始した。

## 教育理念
本学の理念は、人間形成に資する幅広い教養を習得させ、社会性を涵養すること、障害を理解・克服し、自ら社会に適合できる自主性、柔軟性を育成すること、情報化社会に対応できる情報リテラシーと国際化に対応できる語学力や学生生活・社会生活を円滑に行うためのコミュニケーション能力の育成することなどである。専門技術の習得に必要な専門基礎教育および専門教育を充実し、社会が求めている専門的、応用的職業能力および指導能力の育成を図る。

## 沿革
- 1978年（昭和53年）「身体障害者のための高等教育機関」を作るための調査会を設置。
- 1981年（昭和56年） 創設準備調査室を設置。
- 1983年（昭和58年） 創設準備室が筑波大学内に置かれ、具体的な検討や作業を進める。
- 1987年（昭和62年）10月 筑波技術短期大学（Tsukuba College of Technology, TCT）が3年制の国立短期大学として設立。
- 2005年（平成17年）10月 4年制の筑波技術大学として開学。2006年（平成18年）4月1日から学生受け入れを開始した。
- 2010年（平成22年）4月 大学院技術科学研究科修士課程を設置。
- 2025年（令和7年）4月 共生社会創成学部 共生社会創成学科を設置予定

## 交通アクセス
- 鉄道駅からつくばセンターへ
  - 首都圏新都市鉄道つくばエクスプレス線つくば駅下車。地上にバスターミナル「つくばセンター」がある。
  - JR常磐線ひたち野うしく駅、荒川沖駅、土浦駅から路線バスで「つくばセンター」に行って乗り換え（一部の便は最寄り停留所に直通する）。
  - 東京駅から高速バス「つくば号」に乗車、「つくばセンター」で下車し乗り換え。または「筑波大学病院」（春日キャンパスまで徒歩約10分）、「大学会館」（天久保キャンパスまで徒歩約15分）下車。
- つくばセンターからキャンパスへ
  - 春日キャンパスへは、バスに乗車し「筑波技術大学」下車。または「平砂学生宿舎前」下車で徒歩約2分。
  - 天久保キャンパスへはバスに乗車し「筑波技術大学産業技術学部」下車で徒歩約1分。または「合宿所」下車で徒歩約5分、「天久保」下車で徒歩約5分。
  - 両キャンパスとも、タクシーで約5分。

(出典:)

## 教育および研究

### 組織

#### 学部
産業技術学部は天久保地区に、保健科学部は春日地区にある。
- 保健科学部（視覚障害者対象） - 変化に柔軟に対応できる専門的医療技術者および情報技術者の養成をしている。
  - 保健学科
    - 鍼灸学専攻 学士（鍼灸学）
    - 理学療法学専攻 学士（理学療法学）

  - 情報システム学科 学士（工学）
    - マルチメディア・ゲームコース
    - インターネットテクノロジーコース
    - ソフトウェアデベロップメントコース
    - アシスティブテクノロジーコース
    - ビジネスコース

- 産業技術学部（聴覚障害者対象） - 社会が求めている産業技術の高度化と複合化に対応できる専門職業人を養成を目指している。
  - 産業情報学科 学士（工学）
    - 情報科学コース
    - 先端機械工学コース
    - 建築学コース
    - 支援技術学コース
      - 情報保障工学領域
      - 福祉機器工学領域
      - 福祉住環境学領域

  - 総合デザイン学科 学士（デザイン学）
    - クリエイティブデザイン学コース
    - 支援技術学コース
      - アクセシブルデザイン学領域

- 共生社会創成学部 （2025年度開設予定）
  - 共生社会創成学科
    - 視覚障害コース（春日キャンパス）
    - 聴覚障害コース（天久保キャンパス）

#### 大学院
産業技術学専攻は天久保地区に、保健科学専攻は春日地区に、情報アクセシビリティ専攻は両地区で開講されている。
- 技術科学研究科
  - 産業技術学専攻（聴覚障害者対象）
    - 情報科学コース 修士（工学）
    - システム工学コース 修士（工学）
    - 総合デザイン学コース 修士（デザイン学）

  - 保健科学専攻（視覚障害者対象）
    - 鍼灸学コース 修士（鍼灸学）
    - 理学療法学コース 修士（理学療法学）
    - 情報システム学コース 修士（工学）

  - 情報アクセシビリティ専攻 修士（情報保障学）
    - 障害者支援（聴覚障害／視覚障害）コース（入学条件なし）
    - 手話教育コース（手話によるコミュニケーションが可能な者を対象）

#### センターなど
- 障害者高等教育研究支援センター
  - 障害者支援研究部
聴覚障害者や視覚障害者のための支援手法などの開発研究
本学の学生および教職員に対する支援
学外の聴覚障害者や視覚障害者に対する支援
日本聴覚障害学生高等教育支援ネットワーク（PEPNet-Japan）の運営
  - 障害者基礎教育研究
教養教育系科目、専門基礎教育科目授業の実践
基礎教育全般に対するカリキュラムの研究
- 保健科学部附属東西医学統合医療センター
診療科目：内科・小児科、神経内科、整形外科、精神科、漢方内科、心療内科および内科・放射線科
東洋医学（鍼灸・漢方）と西洋医学を統合した診療を実践
日本でも数少ない医療施設
医療センターは鍼灸学専攻の学生の臨床実習や国内外の医師、鍼灸師の臨床研修も行っている。
- 保健管理センター
- 附属図書館
- 情報処理通信センター

## 特色ある大学教育支援プログラム
2004年（平成15年）に全国の国公私立の大学短大からの664件の申請に対して80件が選ばれた特色ある大学教育支援プログラムの一つである。
聴覚・視覚障害学生に対する教育方法の改善－主として情報保障の視点から－

## 科学研究費補助金交付
2019年度（令和元年度）科学研究費補助金の新規採択率は38.7%と極めて高く、教育面だけでなく研究面でも外部機関から高く評価されている。

## 対外関係

### 交流協定締結相手機関
- 日本国内
  - 放送大学[3]
- アメリカ合衆国
  - ロチェスター工科大学（RIT)
  - 国立聾工科大学（NTID）
  - ニューヨーク州立大学バッファロー校
- オーストリア
  - ヨハネス・ケプラー大学リンツ校　視覚障害大学生支援大学間共同情報システム機構
- 韓国
  - 国立韓国福祉大学
  - ナザレ大学
- 中国
  - 天津理工大学聾工学院
  - 北京連合大学特殊教育学院
  - 長春大学特殊教育学院

### 国際交流
2001年の障害者のための国際大学連合PEN-Internationalの創設に参加し、国際交流を通じて、世界の聴覚・視覚に障害のある人々のために日本と世界の障害者教育の発展を目指した活動を行っている。
- 主要協定校
  -  アメリカ合衆国 国立聾工科大学
  -  アメリカ合衆国 ロチェスター工科大学
  - 筑波技術短期大学（現在の筑波技術大学）
- 協定校
  -  中国 天津理工大学
  -  中国 TCD of TUT（天津理工大学内　天津聾工科大学）
  -  ロシア バウマン記念モスクワ国立工科大学（BMSTU）聴覚障害学生センター
  -  フィリピン De La Salle 大学ネットワーク - セントベニルデ校（CSB）SDEAS（応用ろう学部）

### 公開講座
2005年度（平成17年度）の公開講座は14講座。
- 一般対象
  - 家庭でできる鍼灸・手技療法
  - 肩・腕の痛みとその治療
  - 基礎から学ぶCAD操作―CADによるペーパーカーの製作を通して―
  - ろう学生との交流を通しておぼえるはじめての手話（手話入門講座）
  - 誰でもわかるインターネットとセキュリティ
  - 老後の住まいを考える
  - パソコンを利用した点訳入門
- 医療関係者対象
  - 医師のための鍼灸実践講座
  - 鍼灸師のための実践講座
- 聴覚障害教育関係者対象
  - 聾学校での造形教育に関する指導法
  - 現代聴覚障害教育研修講座
- 聴覚障害者対象
  - 聴覚に障害のある中学生・高校生のためのデザイン体験講座
  - 聴覚に障害をもつ高校生を対象とした「コンピュータアニメーション入門」
- 視覚障害教育関係者対象
  - 視覚障害者のための情報基礎

## 歴代学長
筑波技術短期大学の学長を含む
- 三浦功 - 1987年10月1日 - 1993年3月31日（筑波技術短期大学の初代学長）
- 小畑修一 - 1993年4月1日 - 1999年3月31日
- 西條一止 - 1999年4月1日 - 2003年3月31日
- 大沼直紀 - 2003年4月1日 - 2009年3月31日
- 村上芳則 - 2009年4月1日 - 2015年3月31日
- 大越教夫 - 2015年4月1日 - 2019年3月31日
- 石原保志 - 2019年4月1日 - 2021年3月31日

## 同窓会
天丘会（筑波技術短期大学聴覚部同窓会）

## エリア放送
ホワイトスペースの利用に早い段階から関心を示して実験試験局による実験を開始、ホワイトスペース特区にも認定された。エリア放送の制度化後は茨城県初の地上一般放送局の免許を取得、ワンセグ放送を実施してきたが、2018年（平成30年）3月末の免許の有効期限前に廃止した。
構内に地上一般放送局1局が設置
されていた。
| 免許人                    | 局名                         | 呼出符号     | 物理チャンネル | 周波数        | 空中線電力 | ERP   | 業務区域                      |
| ------------------------- | ---------------------------- | ------------ | -------------- | ------------- | ---------- | ----- | ----------------------------- |
| 国立大学法人 筑波技術大学 | 筑波技術大学つくばエリア放送 | JOXZ3AS-AREA | 45ch           | 665.142857MHz | 380μW      | 380μW | 筑波技術大学 産業技術学部構内 |